# ГАЗ-31029
ГАЗ-31029 "Волга" — це легковий автомобіль D класу сімейства "Волга" в 4-дверному кузові седан, що виготовлявся на Горківському автомобільному заводі з 1992 по 1997 роки.

## Історія моделі

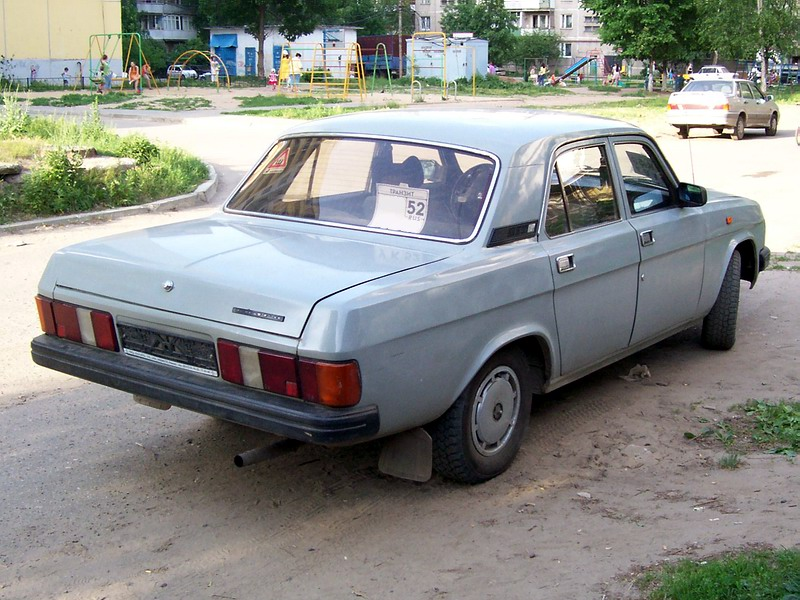
ГАЗ 31029 "Волга"

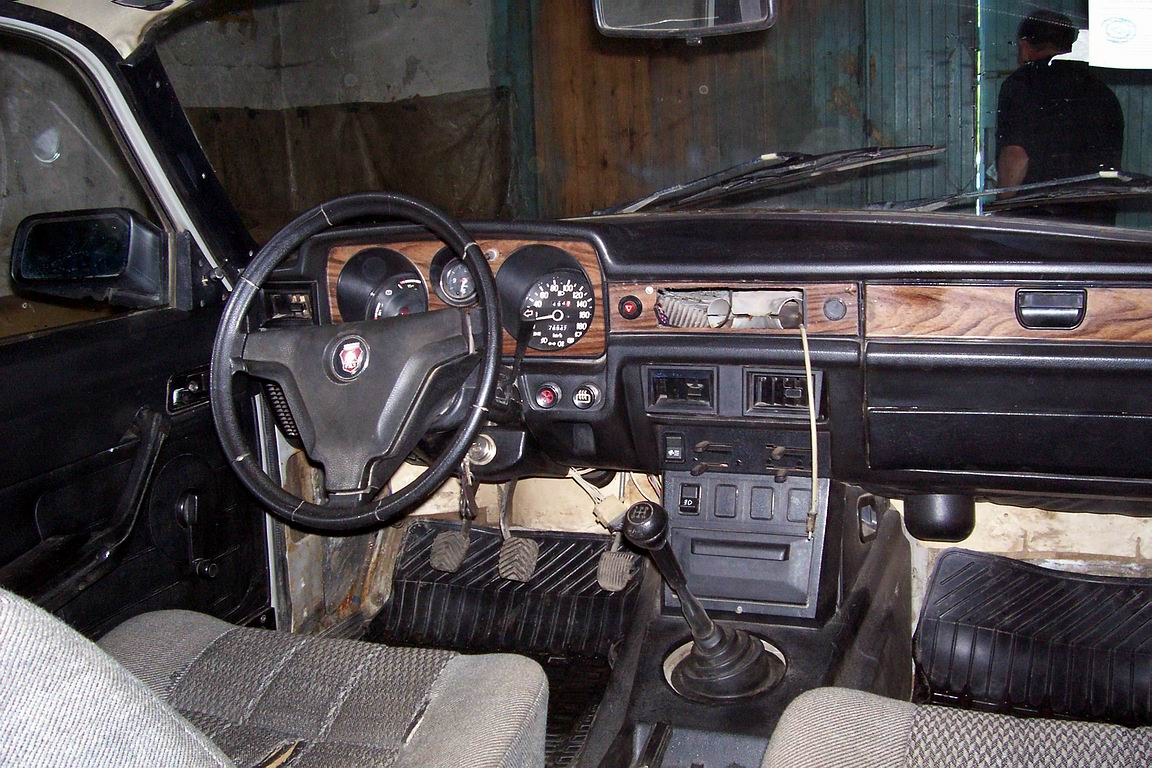
салон ГАЗ 31029 "Волга"

ГАЗ 31029 "Волга" вперше був представлений російською автомобільною компанією ГАЗ (Горьковський автомобільний завод) у 1992 році. Ця модель була випущена як оновлена версія автомобіля ГАЗ 24-10, що випускався раніше. До цієї ж серії відносяться і моделі в 5-дверному кузові універсал ГАЗ 31022 і ГАЗ 31023, які змінили ГАЗ 24-12 і ГАЗ 24-13 відповідно.
Зовні автомобіль ГАЗ 31029 був схожий на модель 3102, але мав ряд відмінностей, до яких можна віднести наступні елементи: нові крила, переднє облицьовування, капот, бампери, зовнішнє освітлення (прямокутні фари з галогенними лампами типу АКТ 12-60 1955 H4) з ручним регулюванням в залежності від завантаження автомобіля, нові ліхтарі покажчиків повороту. Як опція виробником пропонувалося оснащення протитуманними фарами.
Під капотом автомобіля ГАЗ 31029 розташовувався чотирициліндровий 16-клапанний бензиновий двигун з розподіленим уприскуванням палива ЗМЗ-4062.10 (вперше для «Волги») об'ємом 2.3 літра і потужністю 150 к.с. Також пропонувався і простіший карбюраторний силовий агрегат ЗМЗ-402.10 об'ємом 2.5 літра, потужність якого становила 100 к.с. Як опція пропонувалося оснащення нейтралізатором відпрацьованих газів (каталізатором).
Гальмівна система моделі 31029 включала в себе передні дискові гальма «Lucas» і задні барабанні. Що стосується трансмісії, то тут встановлювалася 5-ступінчаста коробка передач. Також автомобіль був оснащений і гідропідсилювачем керма. Задня підвіска мала у своєму складі нерізну балку-міст, а передня базувалася на подвійних поперечних важелях.
Об'єм виробництва ГАЗ 31029 на рік досяг найвищого показника (понад 115 тисяч автомобілів на рік) за всю історію компанії ГАЗ.
У 1997 році виробництво автомобіля ГАЗ 31029 було завершено, а йому на зміну прийшла нова модель ГАЗ-3110.

## Модифікації
- ГАЗ-31022 - 7-місний універсал з 5-дверним кузовом, випускався в 1993-1998 рр., попередник ГАЗ-24-12, наступник ГАЗ-310221;
- ГАЗ-31023 - Автомобіль швидкої допомоги для одного хворого на носилках і бригади з двох супроводжуючих медиків (не рахуючи водія), виконаний на базі універсала, випускався в 1993-1998 рр., попередник ГАЗ-24-13, наступник ГАЗ-310223.[2]